# Powiat Soest
Powiat Soest (niem. Kreis Soest) – powiat w Niemczech, w kraju związkowym Nadrenia Północna-Westfalia, w rejencji Arnsberg. Stolicą powiatu jest miasto Soest.

## Podział administracyjny
Powiat Soest składa się z:
- siedmiu gmin miejskich (Stadt)
- siedmiu gmin wiejskich (Gemeinde)

Gminy miejskie:
| Lp. | Nazwa gminy miejskiej | Ludność (31.12.2010) | Powierzchnia km² |
| --- | --------------------- | -------------------- | ---------------- |
| 1   | Erwitte               | 15.710               | 89,29            |
| 2   | Geseke                | 20.755               | 97,44            |
| 3   | Lippstadt             | 66.976               | 113,60           |
| 4   | Rüthen                | 10.510               | 158,09           |
| 5   | Soest                 | 48.579               | 85,81            |
| 6   | Warstein              | 27.170               | 157,91           |
| 7   | Werl                  | 31.655               | 76,35            |

Gminy wiejskie:
| Lp. | Nazwa gminy wiejskiej | Ludność (31.12.2010) | Powierzchnia km² |
| --- | --------------------- | -------------------- | ---------------- |
| 1   | Anröchte              | 10.456               | 73,79            |
| 2   | Bad Sassendorf        | 11.700               | 63,44            |
| 3   | Ense                  | 19.905               | 72,55            |
| 4   | Lippetal              | 12.289               | 126,58           |
| 5   | Möhnesee              | 11.393               | 123,44           |
| 6   | Welver                | 12.419               | 85,84            |
| 7   | Wickede (Ruhr)        | 11.899               | 25,23            |